# Liste der höchsten Berge in Spanien
Die Liste der höchsten Berge in Spanien führt die höchsten Gipfel Spaniens auf.

## Legende
- Rang: Rang, den der Gipfel unter den höchsten Bergen Spaniens einnimmt
- Bild: Bild des Berges
- Gipfel: Name des Gipfels
- Höhe: Höhe des Berges in Meter
- Gebirge: Gebirge, in dem der Berg liegt
- Region: Autonome Gemeinschaft oder Region, in der der Berg liegt
- Provinz: Provinz innerhalb der autonomem Gemeinschaft, in der der Berg liegt
- Dominanz: Die Dominanz beschreibt den Radius des Gebietes, das der Berg überragt. Angegeben in Kilometer mit Bezugspunkt.
- Schartenhöhe: Die Schartenhöhe ist die Höhendifferenz zwischen Gipfelhöhe und der höchstgelegenen Einschartung, bis zu der man mindestens absteigen muss, um einen höheren Gipfel zu erreichen. Angegeben in Meter mit Bezugspunkt.

## Die höchsten Gipfel
In der Tabelle werden die rund 40 Gipfel Spaniens aufgeführt, die höher als 3000 Meter sind.
Die meisten dieser Gipfel befinden sich in den Pyrenäen. Vier weitere findet man in der Sierra Nevada und zwei auf Teneriffa.
| Rang | Bild                                                                                    | Gipfel                                  | Höhe (m) | Gebirge             | Region         | Provinz                | Dominanz (km)          | Schartenhöhe (m)         |
| ---- | --------------------------------------------------------------------------------------- | --------------------------------------- | -------- | ------------------- | -------------- | ---------------------- | ---------------------- | ------------------------ |
| 1    | Teide von Nordosten (2015)                                                              | Pico del Teide                          | 3715     | Kanarische Inseln   | Islas Canarias | Santa Cruz de Tenerife | 895,07 Jbel Ouanoukrim | 3.715 Atlantischer Ozean |
| 2    | Mulhacén von Westen                                                                     | Mulhacén                                | 3482     | Betische Kordillere | Andalucía      | Granada                | 528,79 Jbel Ayachi     | 3.285 Col de Naurouze    |
| 3    | Gipfel des Aneto vom Portillion Supérieur                                               | Pico de Aneto                           | 3404     | Pyrenäen            | Aragón         | Huesca                 | 514,46 Sirac           | 2.812                    |
| 4    | Pico del Veleta von Norden                                                              | Pico del Veleta                         | 3396     | Betische Kordillere | Andalucía      | Granada                |                        |                          |
| 5    | Pico Posets vom Estos                                                                   | Pico Posets                             | 3375     | Pyrenäen            | Aragón         | Huesca                 |                        |                          |
| 6    | La Alcazaba (Sierra Nevada)                                                             | La Alcazaba                             | 3371     | Betische Kordillere | Andalucía      | Granada                |                        |                          |
| 7    | Monte Perdido mit Gletschersee Lago de Marbore, Blick von der Brecha de Tuccaroya       | Monte Perdido                           | 3355     | Pyrenäen            | Aragón         | Huesca                 |                        |                          |
| 8    |                                                                                         | Pico Maldito                            | 3350     | Pyrenäen            | Aragón         | Huesca                 |                        |                          |
| 9    | Pico Espadas vom Pico Posets                                                            | Pico Espadas                            | 3332     | Pyrenäen            | Aragón         | Huesca                 |                        | 77                       |
| 10   | Nordwand des Pico Cilindro de Marboré                                                   | Cilindro de Marboré, auch Pico Cilindro | 3328     | Pyrenäen            | Aragón         | Huesca                 |                        |                          |
| 11   | Maladeta mit Gletscher                                                                  | Pico de la Maladeta                     | 3308     | Pyrenäen            | Aragón         | Huesca                 |                        |                          |
| 12   |                                                                                         | Pico de Coronas                         | 3298     | Pyrenäen            | Aragón         | Huesca                 |                        |                          |
| 13   | Vignemale vom Réfuge des Oulettes de Gaube: Piton Carré, Couloir de Gaube, Pique-Longue | Vignemale                               | 3298     | Pyrenäen            | Aragón         | Huesca                 |                        |                          |
| 14   |                                                                                         | Pico de Tempestades                     | 3296     | Pyrenäen            | Aragón         | Huesca                 |                        |                          |
| 15   |                                                                                         | Pico Cordier                            | 3263     | Pyrenäen            | Aragón         | Huesca                 |                        |                          |
| 16   |                                                                                         | Pico de Margalida                       | 3239     | Pyrenäen            | Aragón         | Huesca                 |                        |                          |
| 17   |                                                                                         | Perdiguero                              | 3221     | Pyrenäen            | Aragón         | Huesca                 |                        |                          |
| 18   |                                                                                         | Pico Sayo                               | 3211     | Pyrenäen            | Aragón         | Huesca                 |                        |                          |
| 19   |                                                                                         | Pico de Russell                         | 3207     | Pyrenäen            | Aragón         | Huesca                 |                        |                          |
| 20   |                                                                                         | Cerro Pelao                             | 3182     | Betische Kordillere | Andalucía      | Granada                | 5,882 La Alcazaba      | 208                      |
|      | Die Punta del Sabre und der Pic Schrader                                                | Punta Schrader                          | 3177     | Pyrenäen            | Aragón         | Huesca                 |                        |                          |
|      |                                                                                         | Pico Balaitús                           | 3144     | Pyrenäen            | Aragón         | Huesca                 |                        |                          |
|      | Pica d’Estats im August 2005 (von Südwesten)                                            | Pica d’Estats                           | 3143     | Pyrenäen            | Catalunya      | Lleida                 |                        |                          |
|      |                                                                                         | Punta Sabre                             | 3139     | Pyrenäen            | Aragón         | Huesca                 |                        |                          |
|      | Pico Viejo, Krater                                                                      | Pico Viejo                              | 3135     | Kanarische Inseln   | Islas Canarias | Santa Cruz de Tenerife |                        |                          |
|      |                                                                                         | Pico de la Munia                        | 3134     | Pyrenäen            | Aragón         | Huesca                 |                        |                          |
|      |                                                                                         | Pic de los Gorgas                       | 3129     | Pyrenäen            | Aragón         | Huesca                 |                        |                          |
|      |                                                                                         | Pico Crabioles                          | 3116     | Pyrenäen            | Aragón         | Huesca                 |                        |                          |
|      |                                                                                         | Pico de Maupas                          | 3109     | Pyrenäen            | Aragón         | Huesca                 |                        |                          |
|      |                                                                                         | Diente de Llardana                      | 3094     | Pyrenäen            | Aragón         | Huesca                 |                        |                          |
|      |                                                                                         | Picos del Infierno – Hauptgipfel        | 3083     | Pyrenäen            | Aragón         | Huesca                 |                        |                          |
|      |                                                                                         | Picos del Infierno – Pico Occidental    | 3075     | Pyrenäen            | Aragón         | Huesca                 |                        |                          |
|      |                                                                                         | Garmo Negro                             | 3066     | Pyrenäen            | Aragón         | Huesca                 |                        |                          |
|      |                                                                                         | Pico Eriste Gran                        | 3056     | Pyrenäen            | Aragón         | Huesca                 |                        |                          |
|      | Pico Argualas von Balneario de Panticosa                                                | Pico Argualas                           | 3046     | Pyrenäen            | Aragón         | Huesca                 |                        |                          |
|      |                                                                                         | Pico Comaloforno                        | 3029     | Pyrenäen            | Catalunya      | Lleida                 |                        |                          |
|      | Circo de Piedrafita, Ibón de Campoplano, Gran Facha links und Llena Cantal rechts       | Gran Facha, auch Cúspide de Bachimaña   | 3005     | Pyrenäen            | Aragón         | Huesca                 |                        |                          |
|      |                                                                                         | Pico Arnales                            | 3002     | Pyrenäen            | Aragón         | Huesca                 |                        |                          |

## Die höchsten Punkte der autonomen Gemeinschaften bzw. Städte
| Rang | Bild                                                               | Gipfel                                | Höhe (m) | Gebirge                     | Region               | Provinz                | Dominanz (km)              | Schartenhöhe (m)         |
| ---- | ------------------------------------------------------------------ | ------------------------------------- | -------- | --------------------------- | -------------------- | ---------------------- | -------------------------- | ------------------------ |
| 1    | Teide von Nordosten (2015)                                         | Pico del Teide                        | 3718     | Kanarische Inseln           | Islas Canarias       | Santa Cruz de Tenerife | 895,07 Jbel Ouanoukrim     | 3.718 Atlantischer Ozean |
| 2    | Mulhacén von Westen                                                | Mulhacén                              | 3482     | Betische Kordillere         | Andalucía            | Granada                | 528,79 Jbel Ayachi         | 3.285 Col de Naurouze    |
| 3    | Gipfel des Aneto vom Portillion Supérieur                          | Pico de Aneto                         | 3404     | Pyrenäen                    | Aragón               | Huesca                 | 514,46 Sirac               | 2.812                    |
| 4    | Pica d’Estats im August 2005 (von Südwesten)                       | Pica d’Estats                         | 3143     | Pyrenäen                    | Catalunya            | Lleida                 | 59,87 Pico de Russell      | 1.280                    |
| 5    | Torre Cerredo                                                      | Torre Cerredo                         | 2648     | Kantabrisches Gebirge       | Principáu d'Asturies | Principáu d'Asturies   | 346,52 Bisaurín            | 1.931                    |
| 5    | Torre Cerredo                                                      | Torre Cerredo                         | 2648     | Kantabrisches Gebirge       | Castilla y León      | León                   | 346,52 Bisaurín            | 1.931                    |
| 7    | Nordflanke von der Peña Vieja                                      | Peña Vieja                            | 2614     | Kantabrisches Gebirge       | Cantabria            | Cantabria              | 3,81 Torre de Llambrión    | 270                      |
| 8    | Südseite von der Peñalara gesehen vom Gipfel der Cabezas de Hierro | Peñalara                              | 2428     | Kastilisches Scheidegebirge | Comunidad de Madrid  | Comunidad de Madrid    | 131,51 La Galana           | 1.113                    |
| 9    | Mesa de los Tres Reyes vom Lac de Lhurs                            | Mesa de los Tres Reyes                | 2424     | Pyrenäen                    | Navarra              | Navarra                | 2,89 Pic d’Anie            | 392                      |
| 10   | Blick vom Calvitero                                                | Torreón del Calvitero                 | 2400     | Kastilisches Scheidegebirge | Extremadura          | Cáceres                | 1,71 Canchal de la Ceja    | 92                       |
| 11   | Ansicht des Gipfels                                                | Pico del Lobo                         | 2274     | Kastilisches Scheidegebirge | Castilla-La Mancha   | Guadalajara            | 54,75 Cerro Claveles       | 828                      |
| 12   |                                                                    | Cerro San Lorenzo                     | 2271     | Iberisches Randgebirge      | La Rioja             | La Rioja               | 106,62 Moncayo             | 1.127                    |
| 13   | Ansicht der Peña Trevinca                                          | Peña Trevinca                         | 2127     | Kantabrisches Gebirge       | Galicia              | Ourense                | 35,12 Pico Teleno          | 891                      |
| 14   |                                                                    | Pico del Obispo                       | 2014     | Betische Kordillere         | Murcia               | Murcia                 | 11,31 Las Cabras           | 508                      |
| 15   | Alto de las Barracas von El Gavilán                                | Cerro Calderón (Alto de las Barracas) | 1837     | Iberisches Randgebirge      | Comunitat Valenciana | Valencia               | 5,62 Cerro de la Atalaya   |                          |
| 16   | Borda Chabola del Tuerto mit Aitzkorri im Hintergrund              | Aitzkorri                             | 1551     | Kantabrisches Gebirge       | Euskadi              | Gipuzkoa               | 86,25 Ortzantzurieta       | 943                      |
| 17   | Puig Major aus der Luft                                            | Puig Major                            | 1436     | Serra de Tramuntana         | Illes Balears        | Illes Balears          | 220,69 Turó de l'Home      | 1.436                    |
| 18   | Monte Hacho                                                        | Monte Hacho                           | 203      | Rif                         | Ceuta (1)            |                        | 10,69 Jbel Musa            |                          |
| 19   | Melilla – Hafenviertel                                             | Punkt bei Tres Estrellas (⊙)          | 130      | Atlas                       | Melilla (1)          |                        | 151,07 Jbel Ijmou'a Salaim |                          |